# Javanisches Pustelschwein
Das Javanische Pustelschwein (Sus verrucosus) ist eine in Indonesien lebende Säugetierart aus der Familie der Echten Schweine (Suidae).

## Merkmale

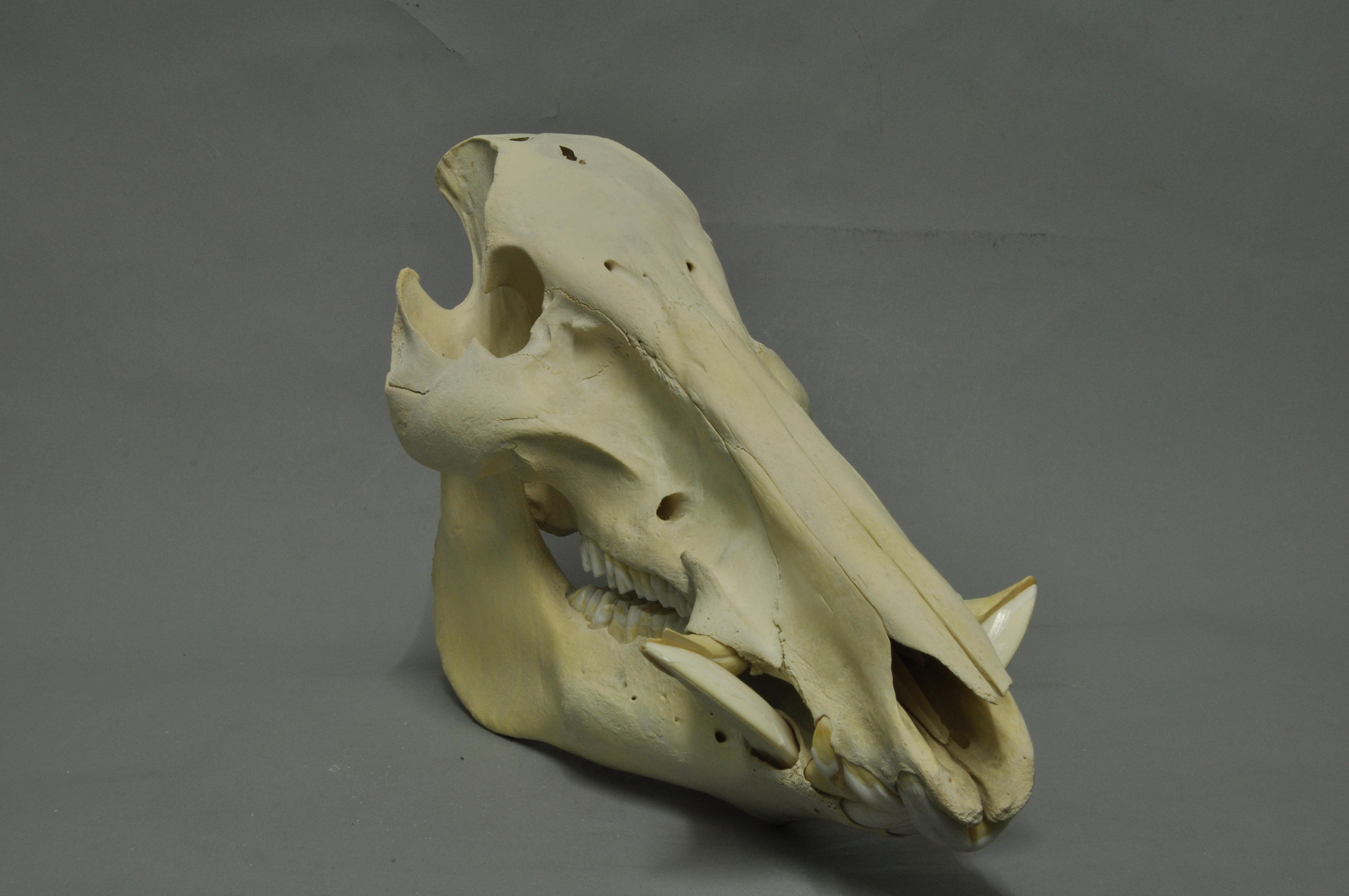
Schädel (Sammlung Museum Wiesbaden)

Die Fellfärbung der Javanischen Pustelschweine variiert von rötlich bis schwarz, die Unterseite ist gelblich und scharf gegen die Oberseite abgegrenzt. Typisch für diese Art sind die Mähne, die entlang des Nackens verläuft, die schlanken, relativ langen Beine und der eher lange Schwanz. Der Kopf ist groß, das Gesicht langgestreckt und, wie bei allen Pustelschweinen, mit drei Paar pustelförmiger Schwellungen versehen. Diese Tiere erreichen eine Kopf-Rumpf-Länge von 90 bis 190 Zentimeter und ein Gewicht von 45 bis 110 Kilogramm, wobei die Männchen deutlich schwerer werden als die Weibchen.

## Verbreitung und Lebensraum
Javanische Pustelschweine sind auf der indonesischen Insel Java und vorgelagerten Inseln wie Madura beheimatet. Ihr Lebensraum sind Wälder bis in 800 Meter Seehöhe.

## Lebensweise
Javanische Pustelschweine leben in Familiengruppen, die sich aus den Weibchen und ihren Nachkommen zusammensetzen; erwachsene Männchen leben meist einzelgängerisch. Die Tiere sind eher dämmerungs- oder nachtaktiv und sind, wie die meisten Schweine, Allesfresser, die sich von Wurzeln, Früchten, Kleintieren und Aas ernähren.
Über die Fortpflanzung ist nicht viel bekannt. Die Tragzeit beträgt rund vier Monate, die Wurfgröße liegt bei drei bis neun (durchschnittlich sechs) Ferkeln und die meisten Geburten fallen in die Regenzeit zwischen Januar und März.

## Javanische Pustelschweine und Menschen
Die Insel Java, die Heimat dieser Tiere, ist äußerst dicht besiedelt; das hat dazu geführt, dass der Lebensraum der Wildtiere immer mehr eingeschränkt und zerstückelt wird. Hinzu kommen noch die Bejagung und die Gefahr der Hybridisierung mit Wildschweinen. Das hat dazu geführt, dass die Art von der IUCN als stark gefährdet (endangered) geführt wird.
2007 wurde in Zusammenarbeit des Zoos von Los Angeles und der Zoologischen Gesellschaft für Arten- und Populationsschutz (ZGAP) ein Erhaltungszuchtprogramm für diese Art ins Leben gerufen. Im Cikananga Wildlife Center auf Java, etwa 200 Kilometer südlich der Hauptstadt Jakarta, werden Tiere in Menschenobhut nachgezüchtet, um sowohl die Biologie dieser kaum dokumentierten Art zu studieren als auch eine Auswilderung dieser Tiere zu ermöglichen.